# أكاديمية أجنحة رابغ للطيران
أكاديمية أجنحة رابغ للطيران هي أول أكاديمية طيران في المملكة العربية السعودية، يقع مقرها في مدينة جدة. ٢٠٢٤ تم إغلاق الاكاديميه نهائيا. 

## التاريخ
تعّد أكاديمية أجنحة رابغ للطيران أول أكاديمية وأحدث مدرسة للتدريب على الطيران. يشغل تركي بن مقرن بن عبد العزيز آل سعود منصب المدير التنفيذي والمؤسس، وهو طيار ورجل أعمال ومن عائلة آل سعود. ويشغل أديب الشيشكلي، مؤسس المجلس الوطني السوري، منصب نائب الرئيس التنفيذي.
أخبر الشيشكلي، وهو ليس بطيار، جريدة سعودي جازيت أنه «قمت بكل جانب تجاري منها، من شراء الطائرات إلى تسليمها إلى رابغ. لقد ساعدت أيضًا في هيكلة قسم الصيانة وحقل الصهاريج واستراتيجية التسويق والأعمال التجارية للأكاديمية. لدينا 15 طائرة: بعض محركات سيسنا أحادية، وطائرة بايبر أحادية وثنائية، بالإضافة إلى بايبر سنيكا.»
أقيم أول حدث اجتماعي للأكاديمية في عام 2011 مع نادي «نسور الشارع» السعودي، وهو نادي هارلي ديفيدسون. في عام 2011، ذكرت عرب نيوز أن أكاديمية أجنحة رابغ للطيران «تستعد لقبول النساء للتدريب». في 27 مايو 2012، وقعت أكاديمية الطيران الملكية الأردنية مذكرة تفاهم مع أكاديمية أجنحة رابغ للطيران «لتطوير التعاون بين الأكاديميتين وتبادل الخبرات في مجال الطيران وصيانة الطائرات.» قام بتوقيع مذكرة التفاهم تركي بن مقرن بن عبد العزيز آل سعود، والمدير العام للنقابة الملكية الأردنية النقيب محمد خوالدة.